# كولادو ميديانو
كولادو ميديانو (بالإنجليزية: Collado Mediano)‏ هي بلدية ومدينة في منطقة الحكم الذاتي وتقع في منطقة مدريد في وسط إسبانيا. تبلغ مساحة هذه المدينة 22.57 (كم²)، ويبلغ عدد سكانها 6697 نسمة حسب إحصاء سنة 2012 م.

## وصلات خارجية
- http://www.aytocolladomediano.es/